# 大富れい子
大富 れい子（おおとみ れいこ）は、日本の女優、タレント、レースクイーン。キャストパワー所属。

## 出演
- NHKドラマ「カンパニー〜逆転のスワン」
- Vシネ 「覇者の掟」
- 日本テレビ 「禁ブラックスキャンダル」
- テレビ東京 「スパイラル〜町工場の奇跡〜」
- Netflixドラマ 「ヒヤマケンタロウの妊娠」
- テレビ朝日 「愛しい嘘〜優しい闇」
- ディズニープラス 「拾われた男」
- テレビ東京 「ユーチューバーに娘はやらん！」
- NHKドラマ 「17才の帝国」
- NHK 「正直不動産」
- CM 「セキスイハイムTVCM」
- CM 「中部電力TVCM」
- Netflix映画 「ゾン100」
- ディズニープラス 「ガンニバル」
- TBS MBS 毎日放送 「ロマンス暴風域」
- NHKドラマ BSプレミアム 「ガラパゴス」
- 企業PV (三菱地所の有楽町ブランドムービー)「新しい有楽町で逢いましょう」
- ガールズグループ 「九星ナインガールズ」